# Kudineerumuddanahalli, Hunsur
Kudineerumuddanahalli là một làng thuộc tehsil Hunsur, huyện Mysore, bang Karnataka, Ấn Độ.